# Orsa
Orsa je obec v Dalarnanském kraji ve Švédsku. Orsa leží na břehu jezera Orsasjön, přibližně 15 km severně od městečka Mora. Je známá především díky nedalekému lyžařskému středisku Orsa Grönklit, zvířecímu parku Orsa Björnpark a vyhlídkové strážní věži na Pilkalampinoppi. Městem prochází Inlandsbanan a evropská silnice E45.